# Boy Meets Boy (filme)
Boy Meets Boy é uma curta-metragem sul-coreana de 2008, realizada e escrita por Kim Jho Kwang-soo.
Ele estreou na 13ª Pusan International Film Festival em 2008 e foi lançado nos cinemas da Coreia do Sul em 20 de novembro de 2008

## Enredo
A curta-metragem sem diálogos, retrata a relação entre Minsu (Kim Hye-seong) e Seok-i (Lee Hyun-jin). Os dois ficam cara-a-cara em um ônibus depois que Minsu deixa cair um rolo de filme de sua câmera fotográfica ladeira abaixo, e para sua sorte, a fita rola para direção de Seok-i-jin. Seok-i em seguida pega e Minsu prepara-se para recuperá-lo. Há uma faísca instantânea através de seus olhares silenciosos e química entre os dois começa a surgir, em seguida, Seok-i silenciosamente retorna filme de Minsu. Minsu timidamente caminha de volta para pegar o seu lugar que é tomado por uma mulher, e ele educadamente retorna com sua bolsa, então ele opta por ficar até que ele atinja sua parada. Minsu desce do ônibus depois que ele chega a uma parada, esperando Seok-i ter seguido para trás. No entanto, ele fica desapontado ao descobrir que estava sendo seguido por uma pessoa comum. Desapontado, ele caminha sem rumo e olha para trás, mais uma vez, se depara com Seok-i. Uma fada (Ye Ji-won) aparece e dá conselhos Minsu sobre o amor através de uma canção. Seok-i tira o chapéu e abordagens Minsu, retornando a câmera do último. É revelado através de flashbacks que Seok-i tem de fato seguido Minsu com a intenção de lhe dar de volta sua câmera, que foi roubado quando Seok-i e seus amigos assaltam ele. Como Seok-i vai embora, Minsu corre atrás dele e eles se abraçam, a fada volta para revelar alguns flashbacks de Seok-i espera em torno de Minsu para devolver a câmera.

## Elenco
- Kim Hye-seong como Minsu
- Lee Hyun-jin como Seok-i
- Ye Ji-won como a fada

## Ligações Externas
- «Sítio oficial» (em coreano)
- Boy Meets Boy (em inglês) no HanCinema